# Hyundai Mistra
Der Hyundai Mistra (chinesisch: 北京现代) ist eine Limousine der Mittelklasse der Hyundai Motor Company. Produziert wurde sie zwischen 2013 und 2023 in China vom Beijing-Hyundai Joint Venture. Positioniert war das Fahrzeug zwischen dem Hyundai Elantra und dem Hyundai Sonata.

## 1. Generation (2013–2020)
Vorgestellt wurde die erste Generation des Mistra im April 2013 auf der Shanghai Auto Show. In den Handel kam der Mistra im November 2013. Im Mai 2017 erhielt der Mistra eine Modellpflege. Außerhalb Chinas wird der Wagen nicht vermarktet. Der 2014 eingeführte Kia K4 basiert auf dem Mistra.

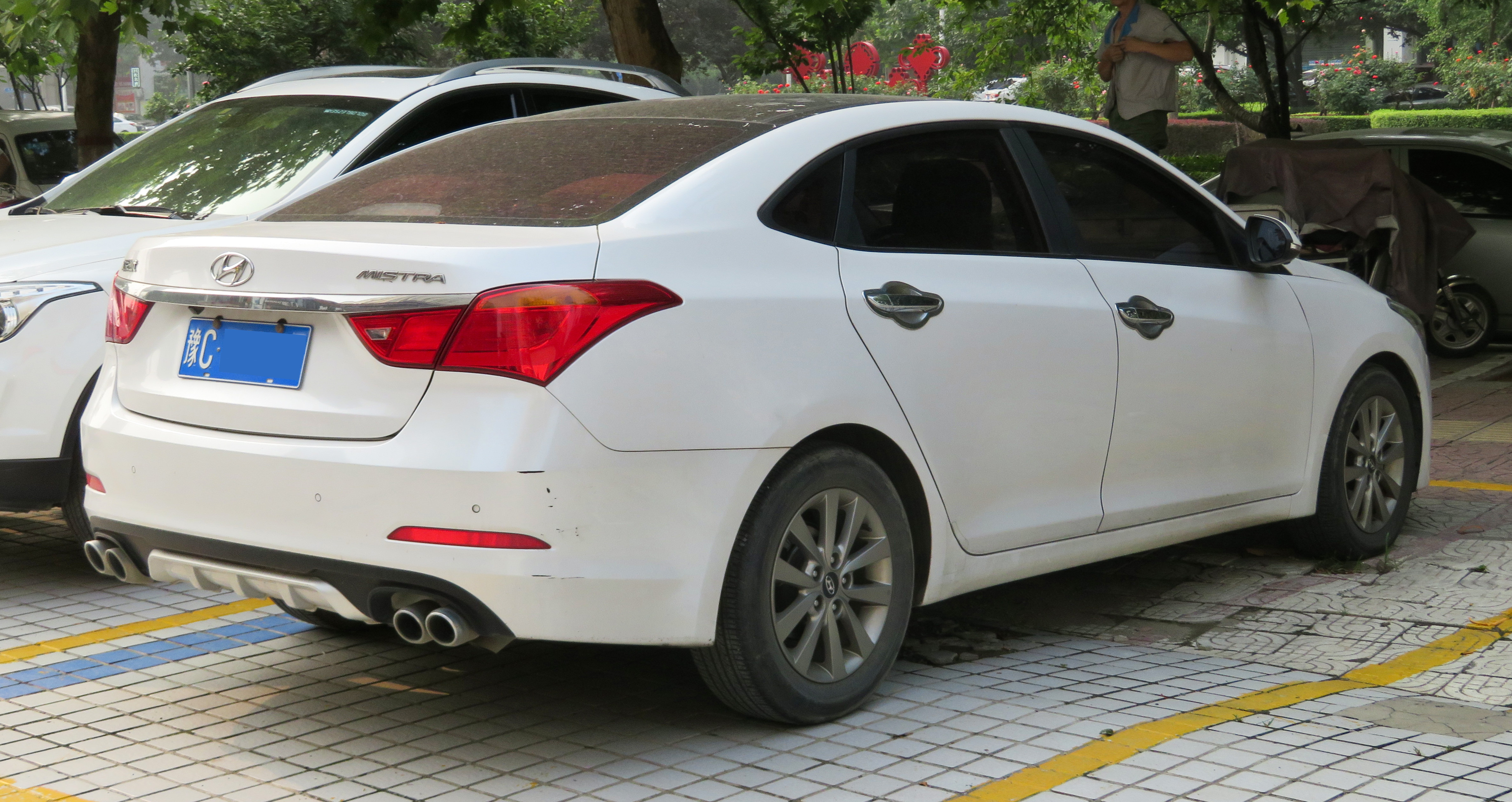
Heckansicht
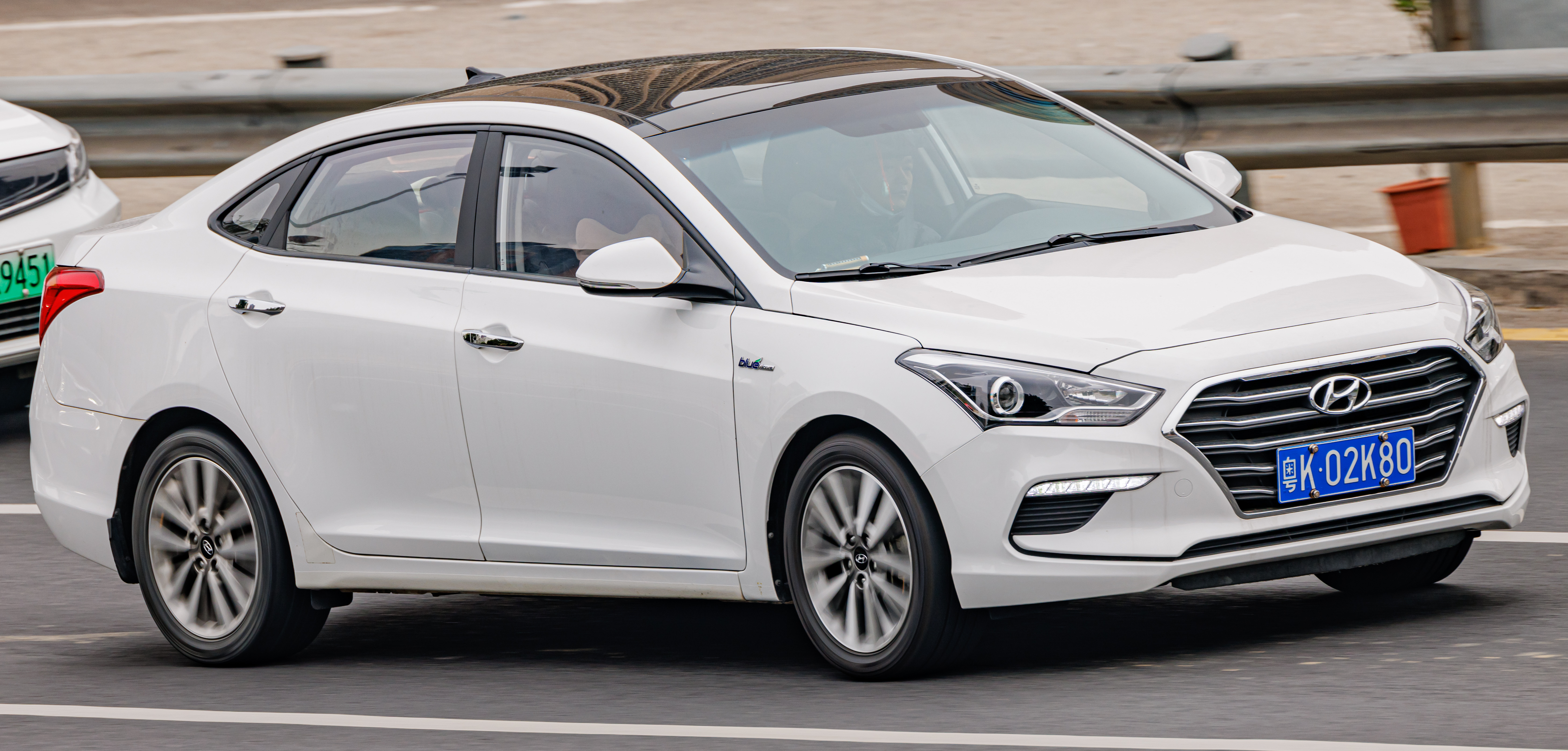
Hyundai Mistra (2017–2020)

### Technische Daten
|                                             | 1.6T                             | 1.8                          | 2.0                          |
| ------------------------------------------- | -------------------------------- | ---------------------------- | ---------------------------- |
| Bauzeitraum                                 | 08/2016–12/2020                  | 11/2013–12/2020              | 11/2013–04/2017              |
| Motorkenndaten                              |                                  |                              |                              |
| Motortyp                                    | R4-Ottomotor                     | R4-Ottomotor                 | R4-Ottomotor                 |
| Motoraufladung                              | Turbolader                       | —                            | —                            |
| Hubraum                                     | 1591 cm³                         | 1797 cm³                     | 1999 cm³                     |
| max. Leistung                               | 129 kW (175 PS) bei 5500/min     | 105 kW (143 PS) bei 6200/min | 114 kW (155 PS) bei 6200/min |
| max. Drehmoment                             | 265 Nm bei 1500–4500/min         | 176 Nm bei 4500/min          | 192 Nm bei 4500/min          |
| Kraftübertragung                            |                                  |                              |                              |
| Antrieb, serienmäßig                        | Vorderradantrieb                 | Vorderradantrieb             | Vorderradantrieb             |
| Getriebe, serienmäßig                       | 7-Stufen-Doppelkupplungsgetriebe | 6-Gang-Schaltgetriebe        | 6-Stufen-Automatikgetriebe   |
| Getriebe, optional                          | —                                | (6-Stufen-Automatikgetriebe) | —                            |
| Messwerte                                   |                                  |                              |                              |
| Höchstgeschwindigkeit                       | 210 km/h                         | 195–202 km/h (192–200 km/h)  | 195 km/h                     |
| Beschleunigung, 0–100 km/h                  | k. A.                            | k. A. (11,9 s)               | k. A.                        |
| Kraftstoffverbrauch auf 100 km (kombiniert) | 6,7 l Super                      | 7,3 l Super (7,3 l Super)    | 7,5 l Super                  |
| Tankinhalt                                  | 62 l                             | 62 l                         | 62 l                         |

## 2. Generation (2021–2023)
Die zweite Generation der Limousine präsentierte der Hersteller im November 2020 auf der Guangzhou Motor Show. Sie kam Anfang 2021 ist in China in den Handel. Auch eine batterieelektrisch angetriebene Variante auf Basis des Hyundai Lafesta EV war erhältlich.

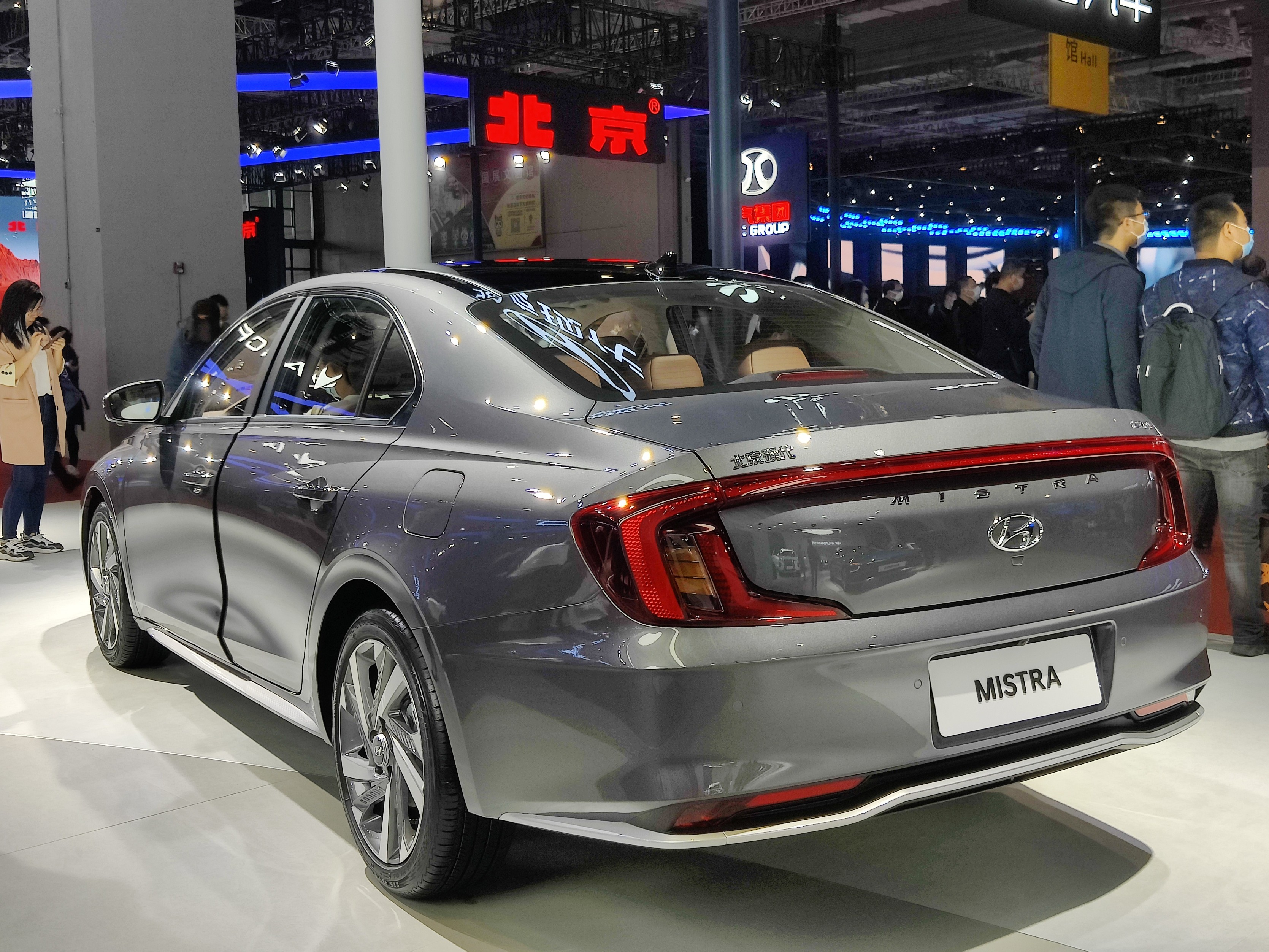
Heckansicht
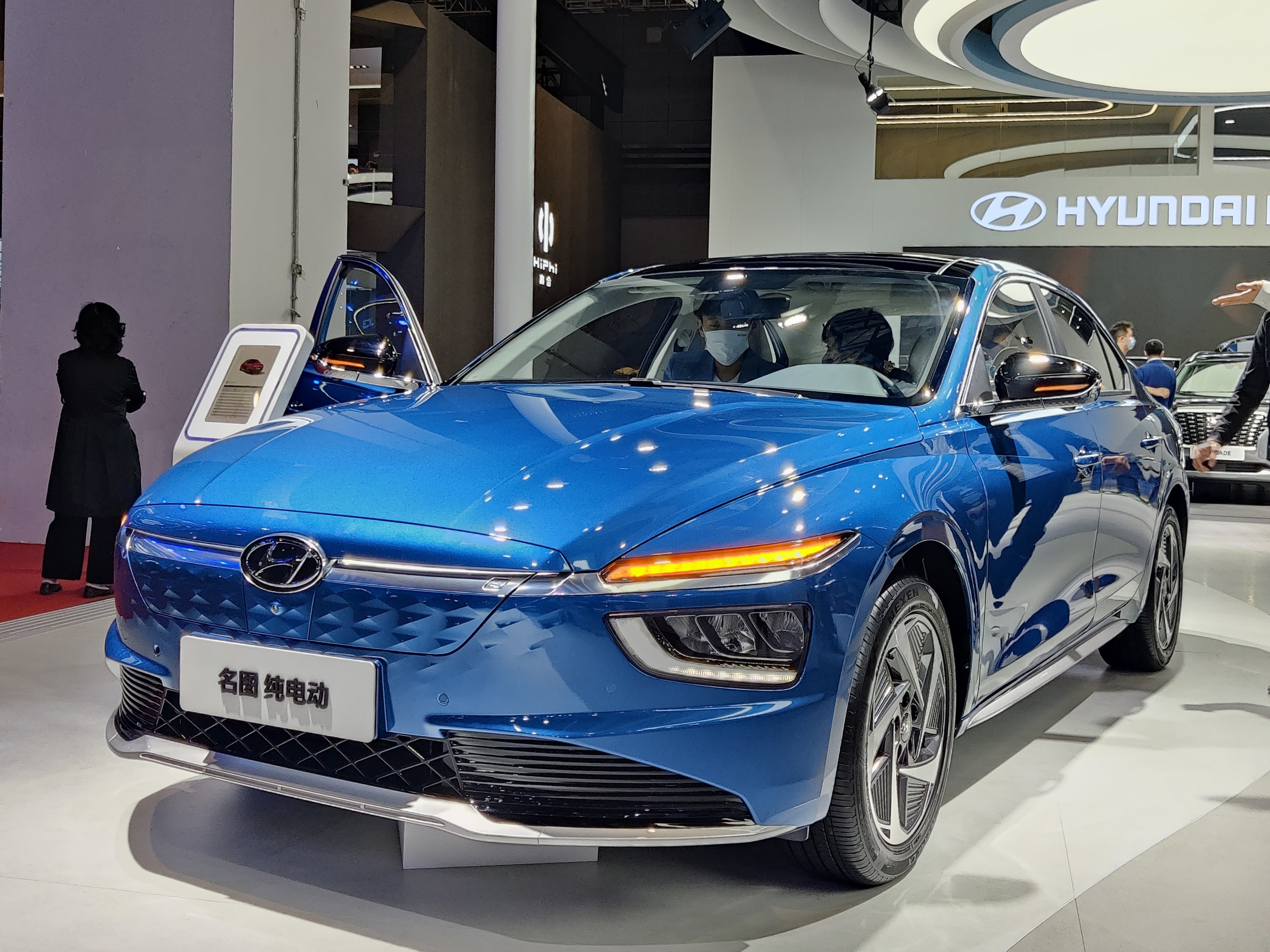
Hyundai Mistra EV (2021–2023)

### Technische Daten
|                                                      | 270T GDi                         | 1.8 MPi                      | EV                          |
| ---------------------------------------------------- | -------------------------------- | ---------------------------- | --------------------------- |
| Bauzeitraum                                          | 01/2021–08/2023                  | 01/2021–08/2023              | 03/2021–11/2022             |
| Motorkenndaten                                       |                                  |                              |                             |
| Motortyp                                             | R4-Ottomotor                     | R4-Ottomotor                 | Elektromotor                |
| Motoraufladung                                       | Turbolader                       | —                            |                             |
| Hubraum                                              | 1497 cm³                         | 1797 cm³                     | —                           |
| max. Leistung                                        | 125 kW (170 PS) bei 5500/min     | 105 kW (143 PS) bei 6200/min | 135 kW (184 PS)             |
| max. Drehmoment                                      | 253 Nm bei 1500–4000/min         | 176 Nm bei 4500/min          | 310 Nm                      |
| Kraftübertragung                                     |                                  |                              |                             |
| Antrieb, serienmäßig                                 | Vorderradantrieb                 | Vorderradantrieb             | Vorderradantrieb            |
| Getriebe, serienmäßig                                | 7-Stufen-Doppelkupplungsgetriebe | Stufenloses Getriebe         | 1-Stufen-Reduktionsgetriebe |
| Getriebe, optional                                   | —                                | —                            | —                           |
| Antriebsbatterie                                     |                                  |                              |                             |
| Energieinhalt                                        | —                                | —                            | 56,5 kWh                    |
| Messwerte                                            |                                  |                              |                             |
| Höchstgeschwindigkeit                                | 210 km/h                         | 202 km/h                     | 165 km/h                    |
| Beschleunigung, 0–100 km/h                           | 8,3 s                            | 10,3 s                       | k. A.                       |
| Kraftstoff-/Energieverbrauch auf 100 km (kombiniert) | 5,3 l Super                      | 5,3 l Super                  | 12,5 kWh                    |
| Tankinhalt                                           | 52 l                             | 52 l                         | —                           |
| Reichweite nach NEFZ                                 | —                                | —                            | bis zu 520 km               |